# ييسينتوكي
ييسينتوكي (بالروسية: Ессентуки) هي إحدى مدن روسيا في الكيان الفدرالي الروسي ستافروبول كراي.